# Cotswolds
Cotswolds je oblast na západě Anglie, dlouhá asi 145 km a široká 40 km. Zvlněná krajina je vymezena městy Bath, Oxford a Stratford nad Avonou, leží na území hrabství Gloucestershire, Oxfordshire, Somerset, Warwickshire, Wiltshire a Worcestershire, centrem je město Gloucester. Protéká jí řeka Severn, v jihovýchodní části Cotswolds pramení Temže. Oblast byla osídlena už v neolitu, její název je odvozen od kultu keltské bohyně Cudy. Je známa pod přezdívkou „srdce Anglie“.
Cotswolds je pahorkatina, jejíž podloží tvoří vápenec z období jury, kde se nachází řada zkamenělin. Nejvyšším vrcholem je Cleeve Hill s 330 metry nad mořem. Převládají pastviny určené pro chov ovcí, pole lnu a řídké lesy listnatých stromů, zejména buků a bříz. Cotswolds je řídce zalidněným venkovským krajem, kde se udržel folklór (tanec morris dance, svérázný dialekt) a původní architektura, domy jsou postaveny z místního medově zbarveného kamene. Významnými historickými památkami jsou zámek Sudeley Castle a věž Broadway Tower. Od 17. století se zde koná slavnost známá jako Cotswold Olimpick Games, navazující na antické olympijské hry. V městečku Chipping Campden se v 19. století zrodilo hnutí Arts and Crafts, navazující na tradice rukodělné výroby. V roce 1966 bylo Cotswolds vyhlášeno jako chráněná oblast Area of Outstanding Natural Beauty, turistickou atrakcí jsou historické vesnice Bibury nebo Tetbury.